# Rodna kuća Josipa Broza Tita
Rodna kuća Josipa Broza Tita je višeslojni objekt u općini Kumrovec zaštićeno kulturno dobro.

## Opis dobra
Kuću je 1860. godine sagradio Martin Broz, kao zadružnu dvoobiteljsku prizemnu zidanicu za sebe i sina Franju. Neko su vrijeme u kući živjele i tri obitelji, pa su u tu svrhu izvršene i manje pregradnje u unutrašnjosti. Krovna konstrukcija izvedena tehnikom na stolac ostavila je pod krovom veći prostor u kojemu su uređene dvije sobice - komorice. Godine 1948. kuću napušta i posljednji potomak obitelji Broz. Pregradnje su otklonjene, a kući se vratio njezin izvorni izgled. Rodna kuća Josipa Broza Tita s pripadajućim gospodarskim objektom i Augustinčićevim spomenikom, odlikuje se arhitektonskom, ambijentalnom, povijesnom, dokumentarno-etnološkom i kulturnom vrijednošću te posjeduje svojstva kulturnog dobra.

## Zaštita
Pod oznakom Z-4717 zavedena je kao nepokretno kulturno dobro - pojedinačno, pravna statusa zaštićena kulturnog dobra, klasificirano kao "profana graditeljska baština".

## Galerija
- Rodna kuća Josipa Broza Tita
- Kuća s lipom u kadru
- Titov spomenik pred kućom
- Kuhinja
- Gospodarski objekt
- Klet
- Peč u dnevnoj sobi
- Posuđe
- Posuđe
- Posuđe
- Krevet
- Ručni mlin